# Laser superradiante
I laser superradianti sono laser il cui guadagno di intensità è così grande da essere sufficiente un solo passaggio dell'impulso per generare la radiazione laser. 